# Bona sort, Leo Grande
Bona sort, Leo Grande (originalment en anglès, Good Luck to You, Leo Grande) és una pel·lícula de comèdia dramàtica sexual britànica de 2022. Està dirigida per Sophie Hyde i amb guió de Katy Brand. La protagonitzen Emma Thompson i Daryl McCormack.
Es va estrenar al Festival de Cinema de Sundance de 2022 el 22 de gener de 2022. Es va estrenar als cinemes de Catalunya el 2 de setembre de 2022. S'ha subtitulat al català.

## Sinopsi
Nancy Stokes és una viuda jubilada que decideix canviar la seva vida. Amb 60 anys fets, està disposada a gaudir de la sexualitat de manera plena i, per això, recorre als serveis d'un treballador sexual anomenat Leo Grande. Amb ell, intentarà experimentar una nit de plaer i autodescobriment.

## Repartiment
- Emma Thompson com a Nancy Stokes / Susan Robinson
- Daryl McCormack com a Leo Grande / Connor
- Isabella Laughland com a Becky
- Charlotte Ware com a cambrera 1
- Carina Lopes com a cambrera 2